# Bobby Jones

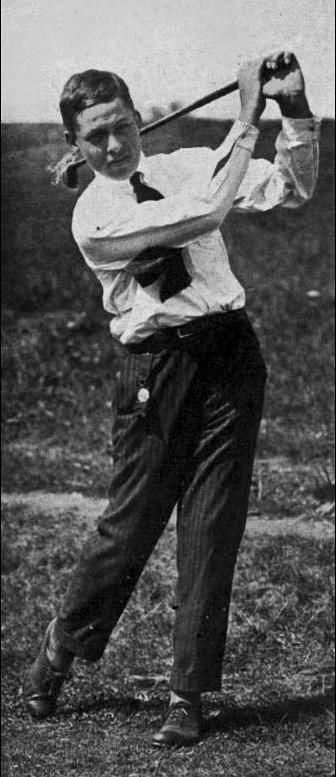
Jones als 14-Jähriger (1916)

Bobby Jones (Robert Tyre Jones Jr.; * 17. März 1902 in Atlanta, Georgia; † 18. Dezember 1971) war ein US-amerikanischer Golfspieler. Er gilt als einer der größten Golfer aller Zeiten. Trotz seiner herausragenden Erfolgsbilanz blieb er zeitlebens Amateur und wechselte nicht ins Profilager über.

## Leben und Karriere

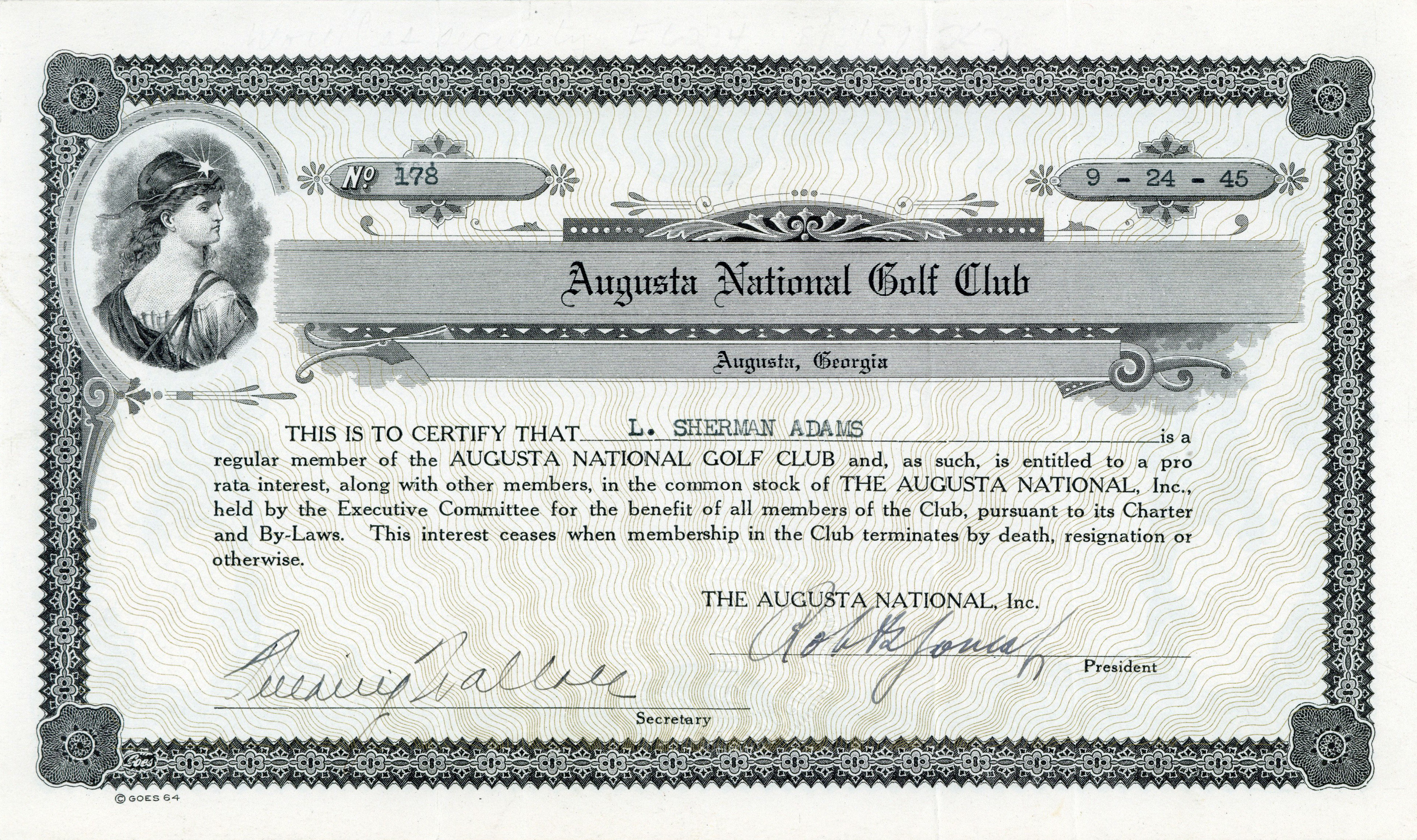
Aktie des Augusta National Golf Clubs, ausgegeben am 24. September 1945, ausgestellt auf L. Sherman Adams, im Original unterschrieben von Bobby Jones als Präsident

Jones’ größte Siege erreichte er zwischen 1923 und 1930. In dieser Zeit gewann er 62 Prozent aller nationalen Meisterschaften, zu denen er antrat. Die US Amateur Championships beendete er fünfmal als Erster. Er gewann dreimal die Open Championship, viermal die US Open und einmal die British Amateur Championship. Im Jahr 1930 holte sich Jones alle vier Major-Titel und ging mit diesem „Grand Slam“ in die Geschichtsbücher des Sports ein. Danach zog Jones sich im Alter von 28 Jahren vom aktiven Wettkampfgeschehen zurück.
Jones beherrschte das kurze Spiel wie kein anderer zu dieser Zeit. Er übte bereits im Kindesalter im Garten der Eltern das Chippen und Putten. Während seiner gesamten Karriere verwendete Jones ausschließlich seinen Putter „Calamity Jane“.
Nach seiner Golflaufbahn betätigte er sich neben seinem Beruf als Rechtsanwalt auch als Autor von Golfbüchern und als Golflehrer. 1933 entwarf Jones zusammen mit Alister MacKenzie den Augusta National Course und rief wenig später das Masters ins Leben.
1974 war Jones unter den ersten Golfern, die in die neugeschaffene World Golf Hall of Fame aufgenommen wurden.

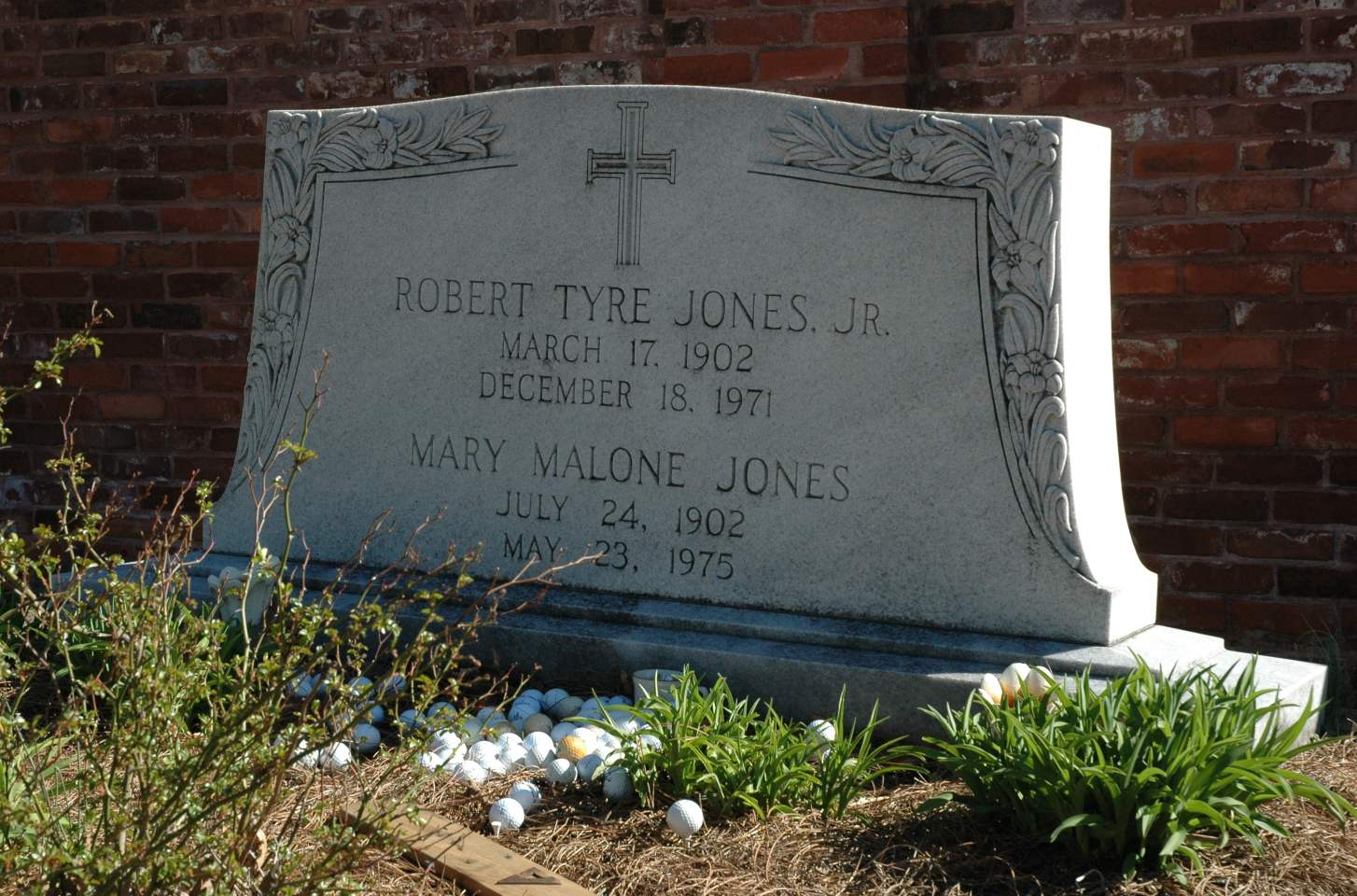
Jones’ Grab in Atlanta, Georgia

Jones ist auf dem Oakland Cemetery in Atlanta, Georgia begraben.

## Ergebnisse bei Major Championships
Zur aktiven Zeit von Jones wurden die British- und die US Amateur-Championship als Major-Turniere angesehen.
| Turnier               | 1916 | 1917 | 1918 | 1919 | 1920 | 1921 | 1922 | 1923 | 1924 | 1925 | 1926 | 1927  | 1928 | 1929 | 1930 |
| --------------------- | ---- | ---- | ---- | ---- | ---- | ---- | ---- | ---- | ---- | ---- | ---- | ----- | ---- | ---- | ---- |
| US Open               | DNP  | NT   | NT   | DNP  | T8   | T5   | T2LA | 1LA  | 2LA  | 2LA  | 1LA  | T11LA | 2LA  | 1LA  | 1LA  |
| The Open Championship | NT   | NT   | NT   | NT   | DNP  | WD   | DNP  | DNP  | DNP  | DNP  | 1LA  | 1LA   | DNP  | DNP  | 1LA  |
| U.S. Amateur          | QF   | NT   | NT   | 2    | SF   | QF   | SF   | R16  | 1    | 1    | 2    | 1     | 1    | R32  | 1    |
| British Amateur       | NT   | NT   | NT   | NT   | DNP  | R32  | DNP  | DNP  | DNP  | DNP  | QF   | DNP   | DNP  | DNP  | 1    |

Jones beendete seine aktive Karriere nach dem Gewinn des Grand Slam im Jahre 1930. Danach nahm er nur noch an dem von ihm im Jahre 1934 initiierten Masters teil. Da er während seiner ganzen Karriere stets Amateur blieb, war er an der PGA Championship nicht startberechtigt.

### The Masters Tournament
| Turnier     | 1934 | 1935 | 1936 | 1937 | 1938 | 1939 | 1940 | 1941 | 1942 | 1943 | 1944 | 1945 | 1946 | 1947 | 1948 |
| ----------- | ---- | ---- | ---- | ---- | ---- | ---- | ---- | ---- | ---- | ---- | ---- | ---- | ---- | ---- | ---- |
| The Masters | T13  | T25  | 33   | T29  | T16  | T33  | WD   | 40   | T29  | NT   | NT   | NT   | T32  | 56   | 49   |

NT = Kein Turnier (engl.No Tournament)

DNP = nicht teilgenommen (engl. did not play)

WD = aufgegeben (engl. withdrawn)

CUT = Cut nicht geschafft

R32, R16, QF, SF = Runden, bei denen er im Match Play verlor

„T“ geteilte Platzierung (engl. tie)

Grüner Hintergrund für Siege

Gelber Hintergrund für Top 10